# Casa Museu Casares Quiroga
La Casa Museu de Casares Quiroga és una casa museu de la ciutat de la Corunya, situada a l'antiga residència de Santiago Casares Quiroga, president de la Segona República Espanyola entre el 13 de maig i el 19 de juliol de 1936.
Té quatres pisos amb exposicions i reproduccions de les estances de la casa, inclòs el jardí. La planta baixa està dedicada a exposicions temporals.
La casa dels Casares va ser espoliada els dies posteriors al cop feixista de 1936. Dels deu mil llibres de la seva biblioteca uns va ser cremats, altres robats i altres portats al Pazo de Xustiza.